# 노벨 평화상 콘서트

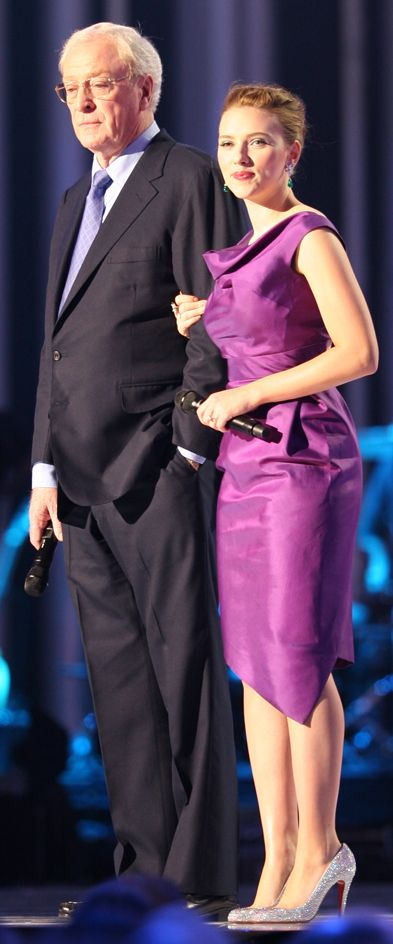
스칼렛 요한슨과 마이클 케인은 2008년 노벨 평화상 콘서트에 참석했다.

노벨 평화상 콘서트(노르웨이어: Nobels fredspriskonsert, 영어: Nobel Peace Prize Concert)는 매년 12월 11일에 노르웨이 오슬로의 오슬로 스펙트럼에서 열리는 노벨 평화상 기념 축하 콘서트이다.